# Барсиха
Барсиха — река в России, протекает по Окуловскому району Новгородской области. Впадает в озеро Мосно, соединяющееся с водохранилищем Заозерье — истоком Перетны. Длина реки составляет 12 км.
Населённых пунктов на реке нет.

## Данные водного реестра
По данным государственного водного реестра России относится к Балтийскому бассейновому округу, водохозяйственный участок реки — Мста без реки Шлина от истока до Вышневолоцкого г/у, речной подбассейн реки — Волхов. Относится к речному бассейну реки Нева (включая бассейны рек Онежского и Ладожского озера).
Код объекта в государственном водном реестре — 01040200212102000020964.